# Manilkara triflora
Manilkara triflora là một loài thực vật có hoa trong họ Hồng xiêm. Loài này được (Allemão) Monach. mô tả khoa học đầu tiên năm 1952.